# Hans von Pechmann
Hans von Pechmann (Nürnberg, 1 de abril de 1850 — Tübingen, 19 de abril de 1902) foi em químico alemão.
Conhecido pela descoberta do diazometano, em 1894, condensação de Pechmann e pirazol. Foi o primeiro a preparar 1,2-dicetonas (por exemplo, diacetila), ácido acetonodicarboxílico, metilglioxal e difeniltricetona; estabeleceu  estrutura simétrica da antraquinona.
Von Pechmann também descobriu por acaso plásticos polietileno em 1898, quando aquecendo diazometano.
Após ter sido aluno de Heinrich Limpricht na Universidade de Greifswald, foi professor na Universidade de Munique até 1895. Foi professor na Universidade de Tübingen de 1895 até falecer em 1902.